# Hispano-Suiza 15–20 HP

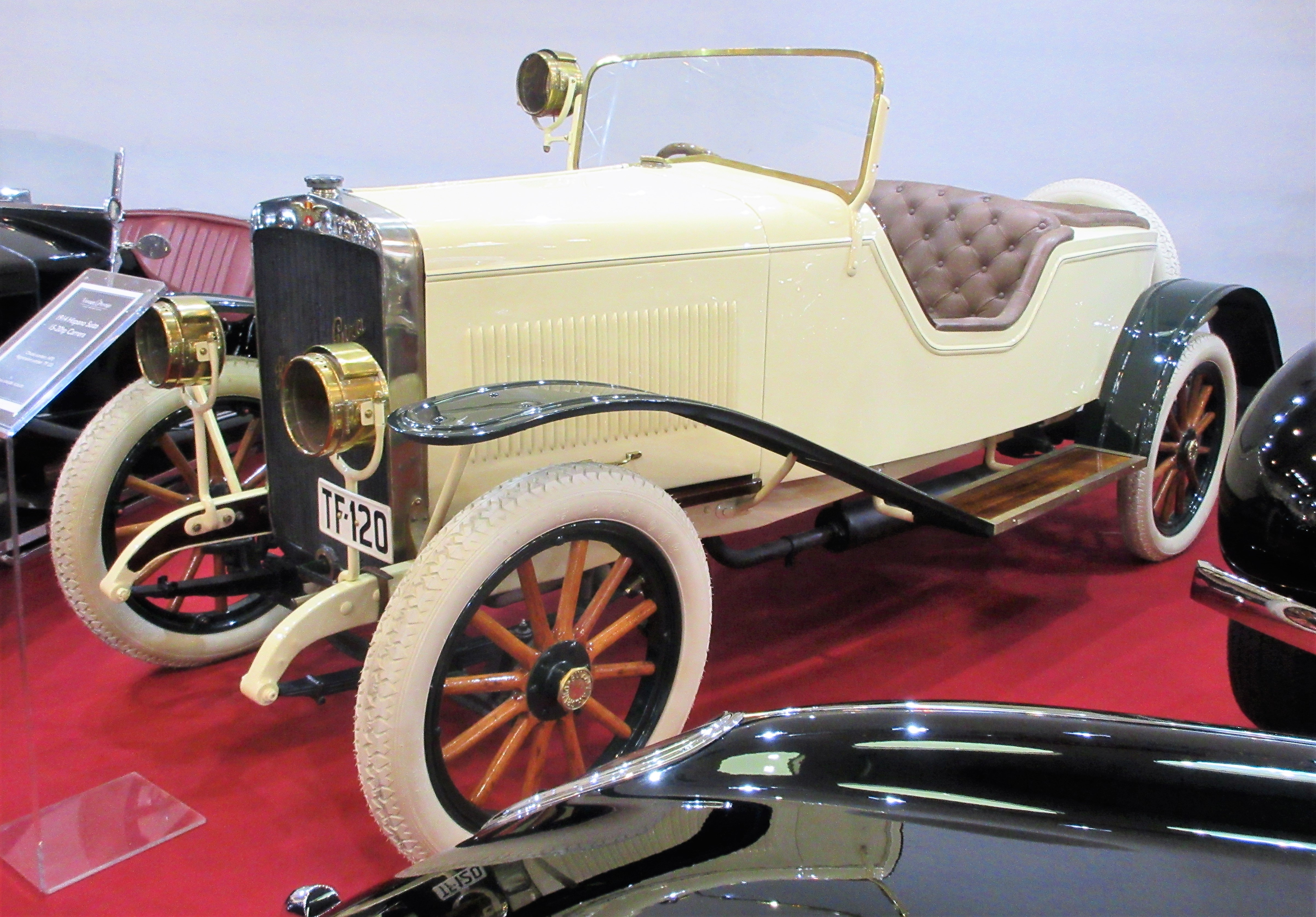
Hispano-Suiza 15–20 HP mit Fahrgestellnummer 1470 aus spanischer Produktion

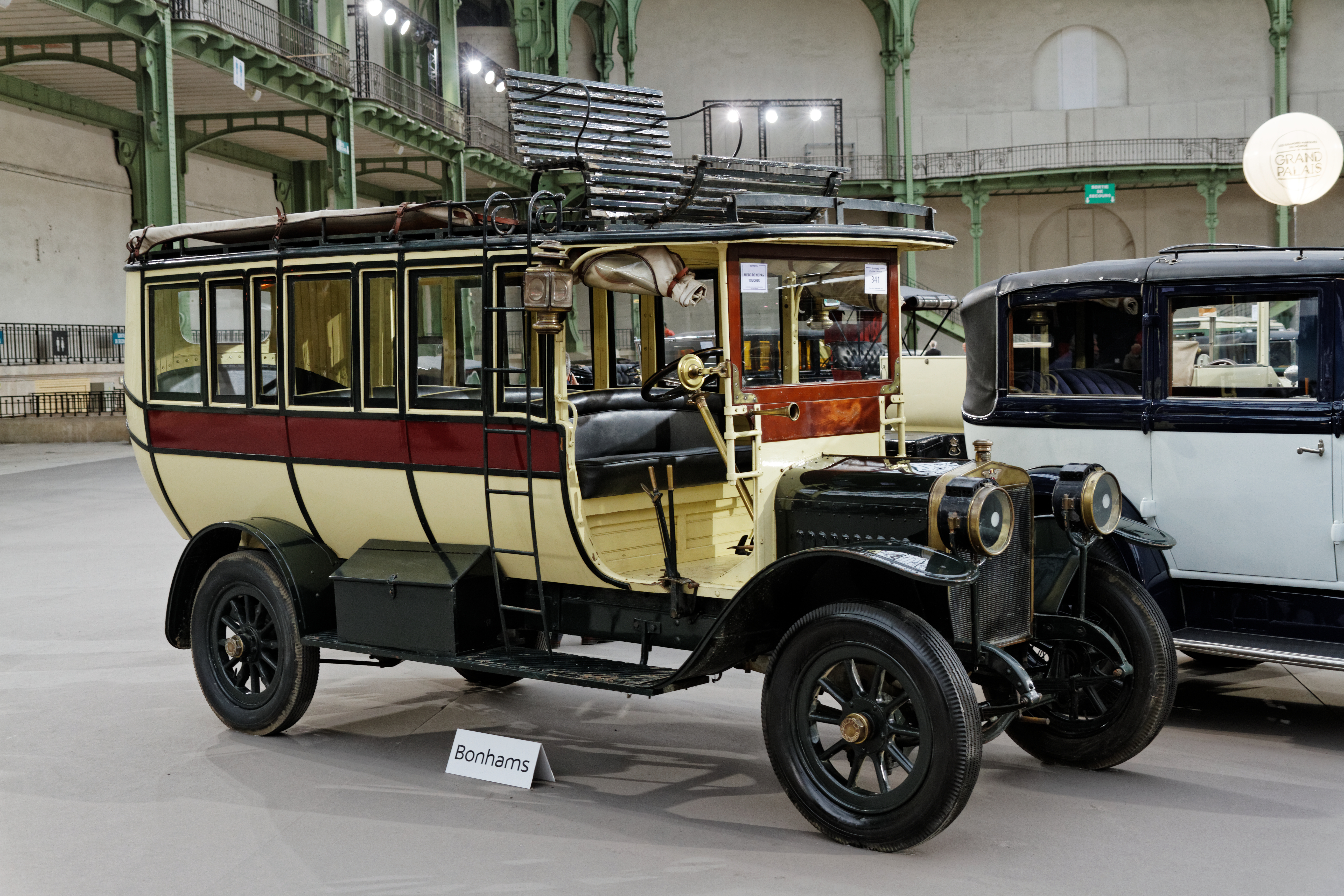
Hispano-Suiza 15–20 HP als Omnibus

Der Hispano-Suiza 15–20 HP ist ein Pkw-Modell des Konzerns Hispano-Suiza. Die Fahrzeuge entstanden von 1910 bis 1915 im Werk La Hispano-Suiza im spanischen Barcelona sowie zwischen 1911 und 1914 im Zweigwerk Société Française Hispano-Suiza im französischen Levallois-Perret.

## Beschreibung
Das Fahrzeug hatte keinen direkten Vorgänger seiner Hubraumgröße. Der Hispano-Suiza 12–15 HP war etwas schwächer motorisiert und wurde einige Jahre parallel angeboten.
Der wassergekühlte Vierzylindermotor war vorn im Fahrgestell eingebaut. Die Kraftübertragung erfolgte mit einer Kardanwelle auf die Hinterachse. 80 mm Bohrung und 130 mm Hub ergaben 2614 cm³ Hubraum. Der Motor leistete 28 bis 30 PS.
Im Vereinigten Königreich wurde das Fahrzeug auch 15 HP genannt und war mit 15,9 RAC Horsepower eingestuft.
Das Fahrgestell hatte wahlweise 275 cm oder 290 cm Radstand und 130 cm Spurweite. Es wog je nach Länge entweder 600 kg oder 650 kg. Daneben gab es eine Sportausführung mit 240 cm Radstand, 125 cm vordere und 127 cm hintere Spurweite, bei der das Fahrgestell nur 550 kg wog. Eine andere Quelle gibt zusätzlich 300 cm Radstand für Fahrzeuge des Baujahrs 1914 an. Bekannt sind Aufbauten als Torpedo, Roadster, Coupé und Landaulet.
Als Höchstgeschwindigkeit sind 80 km/h für die mittellange Ausführung, 75 km/h für die lange Ausführung und 90 km/h für die Sportvariante überliefert.
Der Hispano-Suiza Type 21 von 1913 stellte eine luxuriöse Variante mit einem Motor gleicher Größe dar. Nachfolger wurde der Hispano-Suiza Type 27.

## Produktionszahlen
Für Spanien sind 412 Fahrzeuge gesichert überliefert, möglicherweise waren es auch mehr, weil die Statistik nicht vollständig bekannt ist. 1910 wurden 43 Fahrzeuge gefertigt und in den beiden Folgejahren 100 und 125. Für 1913 und 1914 sind zusammen mindestens 143 Fahrzeuge bekannt. 1915 entstand noch ein Fahrzeug. Eine andere Quelle nennt 474 Fahrzeuge aus Spanien.
1911 wurden in Frankreich 100 Fahrzeuge dieses Typs gefertigt. Für die Zeit danach liegen keine Zahlen vor. Eine andere Quelle gibt 204 Fahrzeuge aus französischer Produktion an.